# Pierwomajskij (staroniżestieblijewskoje sielskoje posielenije)
Pierwomajskij (ros. Первомайский) – chutor w Rosji, w Kraju Krasnodarskim, w rejonie krasnoarmiejskim. W 2021 liczył 127 mieszkańców.